# Corymbia maculata
Corymbia maculata ist eine Pflanzenart innerhalb der Familie der Myrtengewächse (Myrtaceae). Sie kommt an der Ostküste Australiens, vom südöstlichen Queensland bis zum östlichen Victoria vor und wird dort „Spotted Gum“ genannt.

## Beschreibung

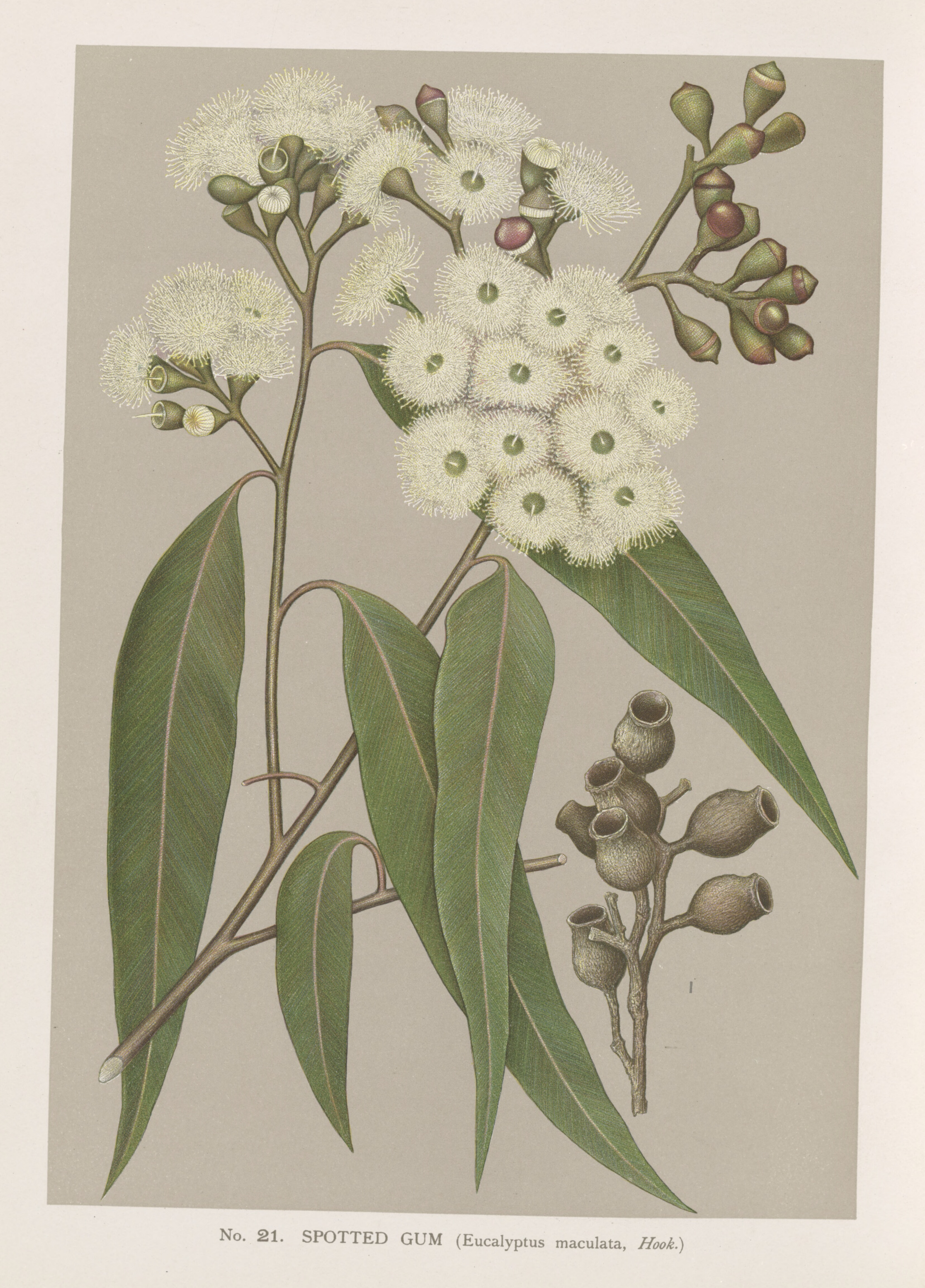
Eucalyptus maculata, von Edward Minchen

### Erscheinungsbild und Blatt
Corymbia maculata wächst als Baum, der Wuchshöhen bis über 45 Meter, selten bis zu 70 Meter erreicht. Die Borke ist am gesamten Baum glatt, matt oder glänzend weiß bis grau, rosafarben oder cremeweiß und schält sich in kleinen, mehreckigen Flicken. Die kleinen Zweige besitzen eine grüne Rinde. Im Mark sind Öldrüsen vorhanden, in der Borke nicht. Der Stammdurchmesser erreicht über 2 Meter, selten bis über 3 Meter.
Bei Corymbia maculata liegt Heterophyllie vor. Die Laubblätter sind immer in Blattstiel und -spreite gegliedert. Die Blattspreite an jungen Exemplaren ist lanzettlich bis eiförmig, glänzend grün und besitzt einfache Haare und steife Drüsenhaare. An mittelalten Exemplaren ist die Blattspreite bei einer Länge von etwa 23 cm und einer Breite von etwa 0,95 cm elliptisch bis eiförmig, gerade, ganzrandig und glänzend grün. Der Blattstiel an erwachsenen Exemplaren ist bei einer Länge von 15 bis 25 mm schmal abgeflacht oder kanalförmig. Die Blattspreite an erwachsenen Exemplaren ist relativ dünn, bei einer Länge von 10 bis 21 cm und einer Breite von 1,5 bis 3 cm schmal-lanzettlich bis lanzettlich, gerade, mit sich verjüngender Spreitenbasis und bespitztem oberen Ende. Ihre Blattober- und -unterseite ist gleichmäßig seidenmatt grün. Die kaum erkennbaren Seitennerven gehen in geringen Abständen in einem spitzen oder stumpfen Winkel vom Mittelnerv ab. Auf jeder Blatthälfte gibt es einen ausgeprägten, durchgängigen, sogenannten Intramarginalnerv; er verläuft in geringem Abstand am Blattrand entlang. Die Keimblätter (Kotyledonen) sind fast kreisförmig.

### Blütenstand und Blüte
Endständig auf einem bei einer Länge von 5 bis 20 mm und im Querschnitt stielrunden Blütenstandsschaft steht ein zusammengesetzter Blütenstand, der aus doldigen Teilblütenständen mit jeweils etwa drei Blüten besteht. Der Blütenstiel ist bei einer Länge von 3 bis 7 mm im Querschnitt stielrund.
Die nicht blau-grün bemehlt oder bereifte Blütenknospe ist bei einer Länge von 8 bis 11 mm und einem Durchmesser von 6 bis 7 mm eiförmig oder verkehrt-eiförmig. Die Kelchblätter bilden eine Calyptra, die bis zur Blüte (Anthese) erhalten bleiben oder früh abfallen kann. Die glatte Calyptra ist halbkugelig oder schnabelförmig, kürzer als der glatte Blütenbecher (Hypanthium) und so breit wie dieser. Die Blüten sind weiß oder cremefarben.

### Frucht und Samen
Die gestielte Frucht ist bei einer Länge von 10 bis 14 mm und einem Durchmesser von 9 bis 11 mm ei- oder leicht urnenförmig und drei- bis vierfächerig. Der Diskus ist eingedrückt, die Fruchtfächer sind eingeschlossen.
Der regelmäßige und abgeflachte, kniescheiben- oder eiförmige Samen besitzt eine netzartige, matte bis seidenmatte, rote oder rotbraune Samenschale. Das Hilum befindet sich am oberen Ende des Samens.

## Vorkommen
Das natürliche Verbreitungsgebiet von Corymbia maculata ist die Ostküste Australiens vom Südosten Queenslands bis zum äußersten Osten Victorias, sowie das westlich daran angrenzende Tafelland im Osten und Nordosten von New South Wales.
Corymbia maculata gedeiht dominant im lichten Wald auf weniger fruchtbaren und trockenen Böden über Schiefergestein.

## Taxonomie
Die Erstbeschreibung erfolgte 1844 durch William Jackson Hooker unter dem Namen (Basionym) Eucalyptus maculata Hook. in Icones Plantarum, Volume, Tafel 619. Das Typusmaterial weist die Beschriftung Interior of N. Holland, Fraser. Maitland, Liverpool & Newcastle, Backhouse auf. Die Neukombination zu Corymbia maculata (Hook.) K.D.Hill & L.A.S.Johnson erfolgte 1995 unter dem Titel Systematic studies in the eucalypts. 7. A revision of the bloodwoods, genus Corymbia (Myrtaceae) in Telopea, Volume 6, Issue 2–3, S. 393. Das Artepitheton maculata ist vom lateinischen Wort maculatus für fleckig abgeleitet, was auf die Färbung der Borke hinweist. Ein weiteres Synonym für Corymbia maculata (Hook.) K.D.Hill & L.A.S.Johnson ist Eucalyptus maculata Hook. var. maculata.
Hybriden von Corymbia maculata × Corymbia gummifera sind aus dem südlichen New South Wales bekannt und wurden Corymbia nowraensis (nach der Stadt Nowra) benannt. Hybride von Corymbia maculata × Corymbia intermedia und Corymbia maculata × Corymbia citriodora wurden in New South Wales festgestellt.

## Nutzung
Corymbia maculata dient als Zierpflanze in Parks und an Straßenrändern. Es gibt Sorten.
Das Kernholz von Corymbia maculata ist hellbraun bis dunkel rotbraun und besitzt ein spezifisches Gewicht von etwa 1010 kg/m³. Das Holz wird als Bau- und Möbelholz eingesetzt und dient beispielsweise im Bootsbau und zur Herstellung von Werkzeuggriffen, Eisenbahnschwellen und Fußböden.